# Deryck Whibley
Deryck Jason Whibley (* 21. března 1980), známý také pod pseudonymem Bizzy D, je hudebník a producent, kytarista, textař a frontman kanadské pop punkové skupiny Sum 41. Byl jedním ze zakladatelů a ředitelů produkční společnosti Bunk Rock Productions.
Whibley se narodil v ontarijském Scarborough, jeho domovem je však město Ajax. 15. července 2006 se v kalifornském Montecitu oženil s kanadskou textařkou a zpěvačkou Avril Lavigne. V září 2009 oficiálně oznamují, že se rozvádějí.

## Sum 41
Byl členem několika kapel do okamžiku, než na střední škole potkal Stevea Jocze. Deryck a Steve se stali dobrými přáteli a založili skupinu Kaspir, ve které kromě frontamna Whibleyho a bubeníka Jocze účinkovali i baskytarista Mark Spicoluk a kytarista Marc Costanzo. Později vyhodili problematického Spicoluka, Costanzo odešel do popové skupiny Len a na jeho místo přišel Dave Baksh. Současně skupina změnila své jméno na Sum 41.

## Profesní dráha
Vedle Sum 41 si Whibley vybudoval v hudebním průmyslu kariéru producenta a manažera. V Bunk Rock Productions spoluprodukoval několik desek skupiny Treble Charger Greiga Noriho, na albu Detox nazpíval vedlejší vokály. Na počátku roku 2005 svůj podíl ve společnosti prodal.
Během tvůrčí pauzy Sum 41 v letech 2005 a 2006 spolupracoval s Tommym Lee na albu Tommyland: The Ride a s Iggy Popem na desce A Million in Prizes: The Antology.
V současnosti pracuje jako producent prvního alba vedlejšího projektu svého kolegy Cona McCaslina The Operation M.D.. Podílel se také na desce Avril Lavigne The Best Damn Thing, které nejen produkoval, ale hrál zde na kytaru, nahrával vedlejší hlasy a psal hudbu pro rockově a punk-rockově orientované písně.
Kromě své hudební kariéry vystupuje příležitostně i jako herec. Zahrál si například Tonyho ve snímku Dirty Love a sám sebe ve filmu King Of the Hill

## Soukromý život
V roce 2003 údajně půl roku chodil s Paris Hilton.
V lednu 2004 začal chodit se zpěvačkou Avril Lavigne. Během jejího evropského turné společně podnikli cestu do Benátek, kde se zasnoubili. Svatba s tradičním obřadem se konala 15. července 2006 v soukromém sídle v kalifornském pobřežním městě Montecito (140 kilometrů severozápadně od Los Angeles).
V roce 2014 prodělal několikaměsíční léčení z těžké závislosti na alkoholu. Zpěvák měl s pitím problémy několik let a jeho závislost se dostala do fáze, kdy byl ohrožen na životě. Od té doby abstinuje. „Lékaři mi řekli, že kdybych vypil ještě skleničku, tak mě to zabije,“ prohlásil.
V roce 2015 si vzal modelku Ariana Cooper.

## Diskografie

### Sum 41
- Half Hour Of Power (1999/2000), producent
- All Killer No Filler (2001), bubny ve skladbě „Pain For Pleasure“
- Motivation EP (2002), producent
- Does This Look Infected? (2002), bubny v "Reign In Pain" a "WWVII Parts 1 & 2" (pouze na živých vystoupeních)
- Does This Look Infected Too? (2002), producent
- Chuck (2004), producent skladby „Subject To Change“
- Go Chuck Yourself (2005/2006), výkonný producent
- Underclass Hero (2007), producent
- Screaming Bloody Murder (2011), producent
- 13 Voices (2016)
- Order In Decline (2019)

- Heaven :x: Hell (2024)

### Další
Hvězdičkou je označena spolupráce se Sum 41.
- Various Artists - National Lampoon's Van Wilder (Soundtrack) * (2002), producent
- Various Artists - FUBAR: The Album * (2002), producent, bubeník
- Various Artists - Spider-Man Soundtrack * (2002), producent
- Treble Charger - Detox (2002), koprodukce, vokály a kytara
- No Warning - Ill Blood (2002), koprodukce, management
- Iggy Pop - Skull Ring * (2003), produkce, vokály, kytara, texty
- No Warning - Suffer, Survive (2004), koprodukce, management
- Various Artists - Fantastic 4: The Album * (2004), vokály, kytara, texty
- Ludacris - The Red Light District * (2004), kytara
- Various Artists - Rock Against Bush, Vol. 2 (2004), producent
- Iggy Pop - A Million in Prizes: The Anthology (2005), vokály, kytara, texty
- Various Artists - Killer Queen: A Tribute to Queen * (2005), vokály, piáno
- Tommy Lee - Tommyland: The Ride (2005), kytara
- Permanent Me - After The Room Clears (2007), mixáž
- The Operation - We Have an Emergency (2007), produkce
- Avril Lavigne - The Best Damn Thing (2007), produkce, kytara, baskytara